# Oriopsis rivularis
Oriopsis rivularis är en ringmaskart som först beskrevs av Annenkova 1929.  Oriopsis rivularis ingår i släktet Oriopsis och familjen Sabellidae. Inga underarter finns listade i Catalogue of Life.